# Stranger in Town
»Stranger in Town« je hit skladba ameriške rock skupine Toto z njihovega albuma Isolation, ki je izšla leta 1984.
To je bil prvi single, ki je izšel z albuma Isolation. Decembra 1984 je single dosegel Top 30 na lestvici Billboard Hot 100.
Skladba je bila najvišje uvrščena skladba skupine na lestvici Mainstream Rock, kjer je dosegla 7. mesto. V Avstraliji je bil single uvrščen med Top 40, kjer je postal četrti najvišje uvrščen single skupine Toto. Zaostal je le za singli »Hold the Line«, »Rosanna« in »Africa«. Skladbo sta napisala David Paich in Jeff Porcaro, glavni vokal pa je prispeval Paich. Čeprav je Bobby Kimball na albumu naveden kot gostujoči glasbenik, kasneje je bil odpuščen iz skupine, je bil singl »Stranger in Town« posnet v času, ko je bil Kimball še član skupine.

## Videospot
Videospot, ki ga je režiral Steve Barron, in besedilo skladbe sta bila ustvarjena po filmu »Whistle Down the Wind«, ki govori o pobeglem obsojencu, ki pribeži v skupino otrok, ti pa ga zamenjajo z Jezusom. Obsojenca je igral Brad Dourif, takrat novi član skupine Fergie Frederiksen pa se v spotu pojavi kot žrtev umora. Dourif in skupina Toto so sicer skupaj sodelovali tudi istega leta pri filmu Dune.
Leta 1985 je bil videospot nominiran na MTV-jevih video nagradah za najboljšo režijo.
Skupina se v videospotu pojavi le enkrat.

## Zasedba

### Toto
- Steve Lukather – kitare, spremljevalni vokal
- David Paich – glavni in spremljevalni vokal, sintetizator
- Steve Porcaro – sintetizator
- Mike Porcaro – bas
- Jeff Porcaro – bobni, tolkala
- Fergie Frederiksen – spremljevalni vokal

### Dodatni glasbeniki
- Mike Cotten – sintetizator
- Tom Scott – saksofon
- Gene Morford – bas vokal
- Bobby Kimball – spremljevalni vokal